# هيروكو إيموري
هيروكو إيموري (باليابانية: 江森 浩子) مواليد 27 يناير 1961م، هي مؤدية أصوات يابانية.

## الأعمال
- المخترع الصغير
- دراغون بول
- المقاتل المتنقل جي جاندام
- سانت سيا
- ون بيس

## وصلات خارجية
- هيروكو إيموري على موقع IMDb (الإنجليزية)
- هيروكو إيموري على موقع ألو سيني (الفرنسية)
- هيروكو إيموري على موقع ميوزك برينز (الإنجليزية)
- هيروكو إيموري على موقع قاعدة بيانات الفيلم (الإنجليزية)
- هيروكو إيموري على موقع كينوبويسك (الروسية)
- هيروكو إيموري على موقع ANN person (الإنجليزية)